# Xanthorhoe finitima
Xanthorhoe finitima là một loài bướm đêm trong họ Geometridae.